# Heilles
Heilles é uma comuna francesa na região administrativa de Altos da França, no departamento de Oise. Estende-se por uma área de 6,01 km². Em 2010 a comuna tinha 634 habitantes (densidade: 105,5 hab./km²).